# 金田信一郎
金田 信一郎（かねだ しんいちろう、1967年12月11日 - ）は、日本のジャーナリスト、作家。調査報道を中心にルポルタージュや随筆、散文詩などの作品を発表する。元日本経済新聞編集委員。

## 経歴・人物
1967年、東京都出身。横浜国立大学経済学部卒業後、日経ビジネス記者、ニューヨーク特派員、日経ビジネス副編集長を歴任。
2014年から日本経済新聞編集委員として調査報道企画「コンフィデンシャル」を担当。
2019年独立後、ウェブサイト「Voice of Souls」を立ち上げる。
2020年、出身地・吉祥寺のメーカーの創業記録を綴った『つなぐ時計』（新潮社）を出版。
2021年、「ニューズウィーク日本版」に医療問題のカバー特集を執筆、その後、ダイヤモンド社から『がん治療選択』を出版。
2023年、「週刊東洋経済」で「ヤバい会社烈伝」の連載を開始、2024年に単行本化。
詩や散文詩を、写真集や映像作品に掲載している。映像作品でギター音源を制作することがある。

## 書籍

### 単著
- 『テレビはなぜ、つまらなくなったのか』（日経BP社、2006年）ISBN 978-4822201586
- 『失敗の研究　巨大組織が崩れるとき』（日本経済新聞出版社、2016年、後に日経ビジネス人文庫、2017年） ISBN 978-4532198442
- 『つなぐ時計』（新潮社、2020年） ISBN 978-4103533719
- 『がん治療選択』（ダイヤモンド社、2021年）ISBN 978-4478113813
- 『見てはいけない！ ヤバい会社烈伝』（東洋経済新報社、2024年）ISBN 978-4492047736

### 共著
- 『真説バブル』（日経BP社、2000年） ISBN 978-4822242145

## 連載
- 「ヤバい会社烈伝」（週刊東洋経済、2023年-現在）